# Гальвано Фіамма
Гальвано Фіамма (італ. Galvano Fiamma), також Гальванус Фламма (лат. Galvanus Flamma, 1283—1344) — італійський письменник та хроніст, домініканський монах з Мілана. Перший з південноєвропейців хто описав Новий Світ.

## Біографія
Гальвано народився в Мілані в 1283 році у багатій міланській родині, ймовірно, нотаріусів. 1298 року як послушник вступив до домініканського монастиря Сант-Еусторджіо. Після завершення навчання близько 1308—1309 років в Генуї був лектором sacrae theologiae. Потім проживав у монастирі Сан-Томмазо в Павії, де викладав аристотелівську теологію та фізику студентам-медикам. 1313 року повернувся до Мілану, де викладав моральну філософію в Сант-Еусторджіо. Тоді він склав свій філософський трактат Tractatus yconomicus. Під час короткого правління імператора Генріха VII (1312—1313) Гальвано присвятив йому короткий алхімічний текст під назвою «Epistola missa ematori henrico fratre Galvano di Flamma ordinis predicatorum».
У 1323 році Фіамма, ймовірно, покинув Мілан після інтердикту (у 1321) місту папою Іваном XXII. Про життя Фіамми в період між 1323 і 1330 роками невідомо нічого. 1330 року він був присутнім на процесі інквізиції в Болоньї. Цього ж року повернувся до Сант-Еусторджіо в Мілані. Присвятив себе історіографічним дослідженням. 1344 року сліди Гальвано остаточно губляться. Ймовірно 1344 рік є роком смерті Фіамми.

## Праці
- Chronica parva Ordinis predicatorum. Містить у першій частині житіє св. Домініка, а в другій — історію Домініканського ордену між 1170 і 1333 роками. Зберігся в чотирьох рукописах.
- Chronica maior Ordinis praedicatorum — історія домініканського ордена між 1170 і 1344 роками. Зберігся у вигляді фрагментів.
- Chronica Galvagnana — історія від створення світу до 1337 року. Зберігся в 6 рукописах.
- Politia novella — історія від заснування Мілана до початку християнської ери.
- Chronicon extravagans de antiquitatibus Mediolani — історія Мілана з картою міста XIV ст. Твір поділено на вісімдесят два питання, з яких лише тридцять дійшли до нас в одному рукописі.
- Chronicon maius — історія від створення світу до 1342 року. Зберігся у двох рукописах без періоду з 1216 до 1328 року.
- Manipolus florum seu Historia Mediolanensis — від заснування Мілана до 1335 року.
- Chronica pontificum Mediolanensium — історія папства від св. Варнави до св. Амвросія.
- Cronica universalis

Його книга «Cronica universalis», написана десь між 1339 і 1345 роками, включає уривок, у якому він описує Ісландію, Гренландію та Маркланд в Америці:
|  | Далі на північ знаходиться Океан, море з багатьма островами, де мешкає велика кількість сапсанів і кречетів. Ці острови розташовані так далеко на північ, що Полярна зоря залишається позаду вас, на південь. Моряки, які відвідують моря Данії та Норвегії, кажуть, що на північ, за Норвегією, є Ісландія; далі попереду є острів Гроландія, де Полярна зоря залишається позаду вас, на південь. Губернатор цього острова є єпископом. На цій землі немає ні пшениці, ні вина, ні плодів; люди живуть молоком, м’ясом і рибою. Вони живуть у підземних будинках і не наважуються голосно говорити чи шуміти, боячись, що дикі тварини їх почують і не пожирають. Там живуть величезні білі ведмеді, які плавають у морі і виводять на берег моряків, які зазнали аварії. Там живуть білі соколи, здатні на великі польоти, які вирушають до імператора Катая. Далі на захід є інша земля, названа Маркалада, де живуть велетні; на цій землі є будівлі з такими величезними кам'яними плитами, що ніхто не міг би з них побудувати, крім величезних велетнів. Є також зелені дерева, тварини та велика кількість птахів. |

До 2021 року, коли цей пасаж був виявлений, не було жодних доказів того, що хтось за межами Північної Європи чув про Америку до подорожі Колумба в 1492 році. Паоло К'єза, професор середньовічної латинської літератури Міланського університету, вважає, що ці розповіді про Новий Світ, ймовірно, надійшли до автора від моряків з портового міста Генуя. Також в «Cronica universalis» Гальвано стверджує, що брати Вівальді досягли Ефіопії.